# Boborul (film)
Boborul este un film românesc din 2004 regizat de Radu Igazsag. Rolurile principale au fost interpretate de actorii Victor Rebengiuc, Eusebiu Ștefănescu, Nicolae Praida. Scenariul este inspirat din proza lui Ion Luca CaragialeIon Luca Caragiale:  nuvela Boborul și comedia Conu Leonida față cu reacțiunea. 

## Prezentare
Sunt prezentate cele 15 ore ale Republicii de la Ploiești din 1870.

## Distribuție
Distribuția filmului este alcătuită din:
- Nicolae Praida
- Eusebiu Ștefănescu
- Neil Coltofeanu
- Ioan Chelaru
- Călin Căliman
- Victor Rebengiuc — Nenea Iancu